# Giórgos Patoúlis
 (signalé en mai 2025).
Si vous disposez d'ouvrages ou d'articles de référence ou si vous connaissez des sites web de qualité traitant du thème abordé ici, merci de compléter l'article en donnant les références utiles à sa vérifiabilité et en les liant à la section « Notes et références ».
- Archive Wikiwix
- Bing
- Cairn
- DuckDuckGo
- E. Universalis
- Gallica
- Google
- G. Books
- G. News
- G. Scholar
- Persée
- Qwant
- (zh) Baidu
- (ru) Yandex
- (wd) trouver des œuvres sur Wikidata

Giórgos Patoúlis (en grec moderne : Γιώργος Πατούλης), né le 14 mai 1961 à Athènes (Grèce), est un homme politique grec. Il est gouverneur régional de l'Attique de 2019 à 2023.

## Situation personnelle

### Vie privée
De 1986 à 2021, il était marié à la professeure de littérature Marína Stavráki, qui travaille dans l'enseignement secondaire, et ils ont un fils, Aléxandros.